# Mariä Verkündigung (Leeder)

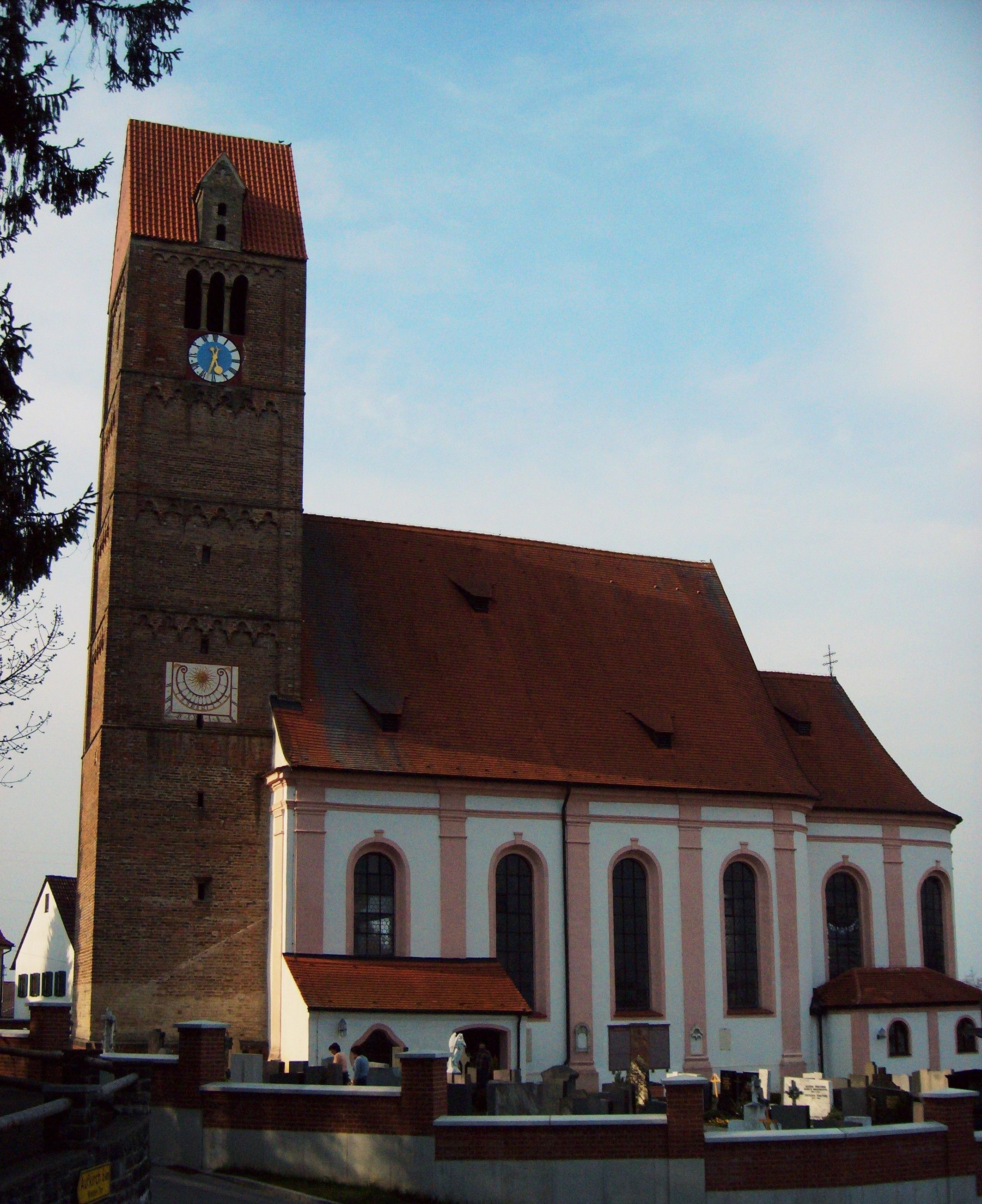
Pfarrkirche Mariae Verkündigung

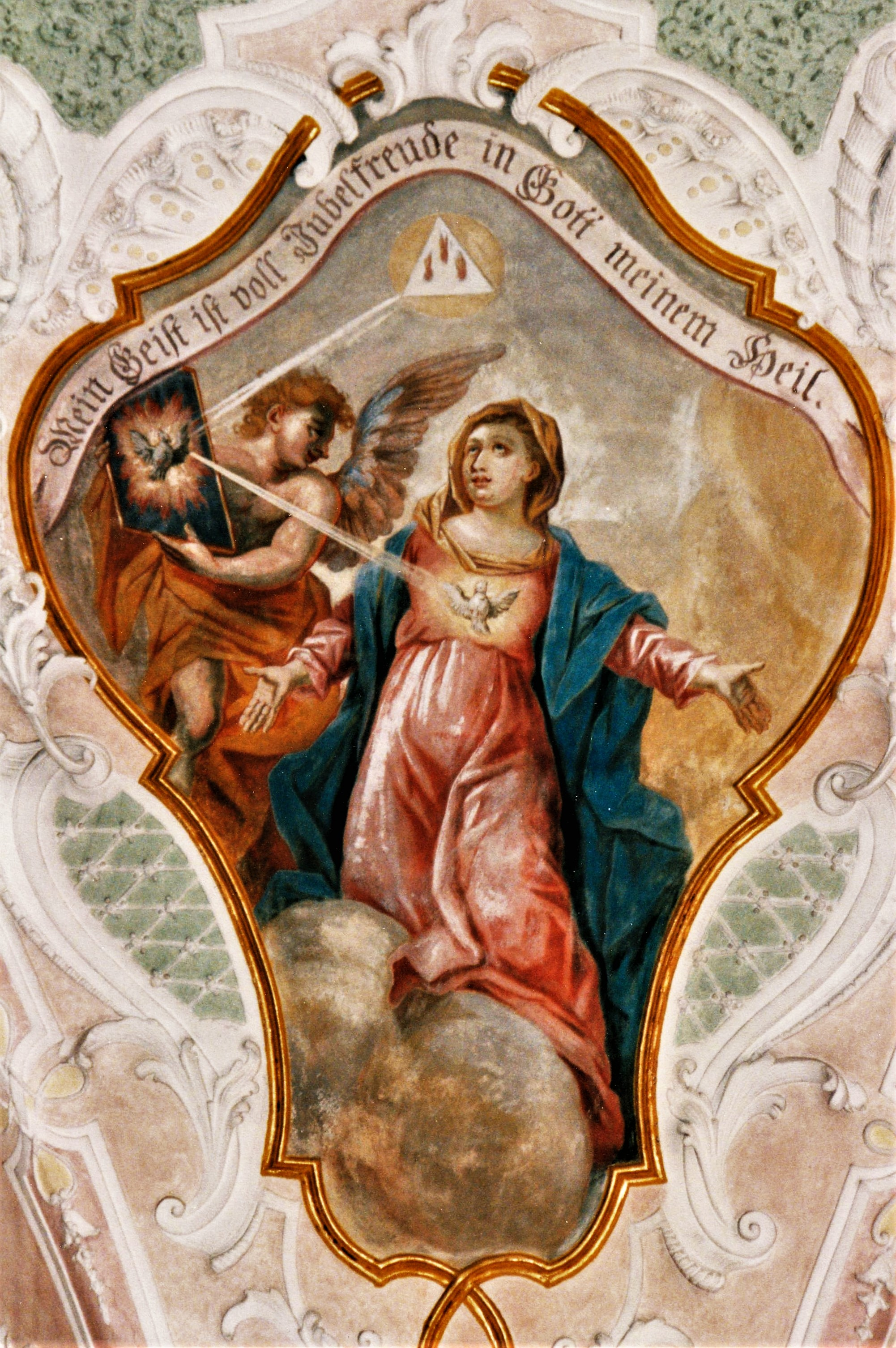
Eines der zehn Bilder zum Magnificat:
Mein Geist ist voll Jubelfreude in Gott meinem Heil
von Joseph Andreas Mörz

Mariä Verkündigung ist die römisch-katholische Pfarrkirche von Leeder in Oberbayern.

## Beschreibung
Der unverputzte Backsteinturm auf dem Kirchberg stammt aus der ersten Hälfte des 15. Jahrhunderts, das Kirchenschiff wurde um 1740 vom Denklinger Maurer und Stuckateur Stephan Socher  erneuert. Die ursprünglichen Pläne des Füssener Baumeisters Johann Georg Fischer waren dem Hochstift Augsburg zu teuer. Die Breite des damaligen Langhauses mit schmälerem Chor entsprach der Breite des alten Kirchenbaus. Geweiht wurde der Neubau am Laurentiustag (10. August) 1742. Die Ausstattung wurde erst 1752 fertig und stammt aus einer Wessobrunner Werkstatt. Der Stuck mit seinen asymmetrischen Ornamentsequenzen verweist auf Abraham Baader.
Die Deckengemälde entstanden 1747, die Hauptgemälde beziehen sich inhaltlich auf die Rosenkranzbruderschaft, die am Kirchenneubau finanziell beteiligt war. Ausgeführt wurden die Arbeiten vom Unterdießener Maler Joseph Andreas Mörz. Eine der Besonderheiten seiner Gemälde in Leeder sind die zehn das Magnificat illustrierenden Kartuschenfresken im Langhaus; für diese Art der bildlichen Darstellung dieses Lobgesangs dürften sich in der barocken Deckenmalerei nur wenige Beispiele finden.
Das Altargemälde stammt von Johann Baptist Baader aus dem heutigen Ortsteil Lechmühlen, der in der Region als Lechhansel bekannt war. Baader kam gerade von einer Italienreise zurück, als er 1749 mit dem Hauptaltarbild in Mariae Verkündigung begann. 1752 entstanden durch seine Hand die Nebenaltarblätter Hl. Anna, Maria Lesen lehrend und St. Joseph als Sterbepatron.
Die Altäre wurden im 19. Jahrhundert mehrmals verändert, die barocken Altarbauten sind nur in Teilen erhalten. Alle Figuren des Hauptaltars gehören zum originalen Figurenschmuck des 18. Jahrhunderts. Es handelt sich dabei um sitzende „Gesims-Engel“, Putti, eine Gott-Vater-Figur und die Bistumsheiligen „St. Ulrich und St. Afra“.
Zuletzt renoviert wurde die Kirche in den Jahren 1998/99; die Renovierung war aufgrund von Rissen im Langhaus notwendig geworden.